# Pearl Harbor (película)
Pearl Harbor es una película bélica estadounidense estrenada en 2001 dirigida por Michael Bay, producida por Bay y Jerry Bruckheimer. y escrita por Randall Wallace. Está protagonizada por Ben Affleck, Josh Hartnett, Kate Beckinsale, Alec Baldwin, Jon Voight, Cuba Gooding Jr., Dan Aykroyd, Jaime King, Jennifer Garner, Tom Sizemore y Michael Shannon.
El filme dramatiza el ataque a Pearl Harbor durante la Segunda Guerra Mundial, una revisión dramática de los hechos acontecidos en el ataque a Pearl Harbor el 7 de diciembre de 1941. La parte final de la película relata la Incursión Doolittle, el primer ataque estadounidense a las islas japonesas en la Segunda Guerra Mundial.

## Argumento
En 1923, en Tennessee (Estados Unidos), dos jóvenes amigos, Rafe McCawley y Daniel Walker, juegan juntos en la parte trasera de un viejo biplano, haciéndose pasar por soldados que luchaban contra los alemanes en la Primera Guerra Mundial. Después de que el padre de Rafe aterrice su biplano y se vaya, Rafe y Danny suben al avión para continuar con su juego. Sin embargo, Rafe enciende el biplano accidentalmente, haciéndolo despegar unos cuantos metros, para luego aterrizar por fortuna. Visto el incidente, el padre de Danny se lleva a su hijo reprendiéndolo y golpeándolo. Ante esta situación, Rafe golpea al padre de Danny con un tablón de madera, llamándolo «sucio alemán». El padre de Danny, en vez de reaccionar violentamente, solo atinó a contar que él luchó en las trincheras contra los alemanes en Francia, y que desearía que los dos chicos no tengan que ver lo que él vio en esas batallas. El padre de Danny se marcha hacia los campos de trigo cercanos. Danny, luego de decirle a Rafe que él era su mejor amigo, se marcha a acompañar a su padre.
18 años más tarde, en enero de 1941, en pleno inicio de la Segunda Guerra Mundial en Europa, Danny y Rafe son los dos primeros tenientes pilotos al mando del Mayor James H. Doolittle. Los dos hombres se meten en problemas cuando utilizan el cuerpo aéreo P-40 para emplearlo en un «juego de gallinas» (un juego en el que dos aeroplanos se aproximan a alta velocidad de manera frontal para que en el último instante antes de colisionar, se esquiven tomando un lado determinado) en Mitchel Field, Long Island. Después de la reprimenda de Doolittle, este se queda con Rafe y le notifica que ha sido aceptado en el Escuadrón Águila, una escuadra aérea británica para pilotos estadounidenses que deseen participar en la guerra, defendiendo a los Aliados. Rafe le cuenta a Danny, a quien para evitar que también fuera a luchar, le dice que fue asignado por Doolittle para integrar ese escuadrón.

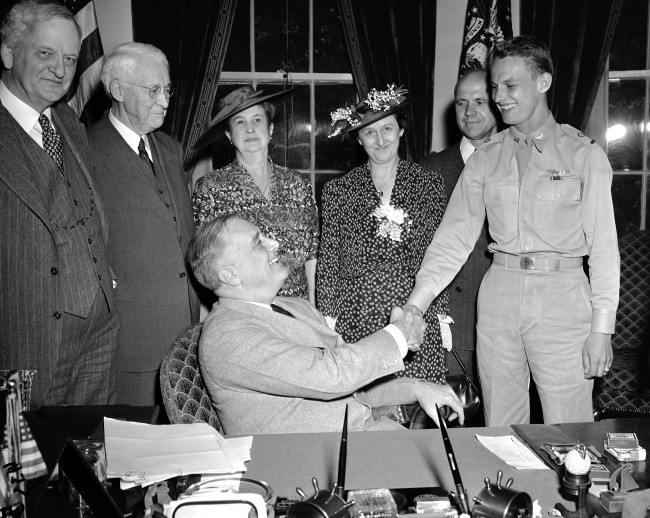
El senador James H. Hughes (D-del.), la señora Hughes, la señora George Schwartz, madre de Welch; George Schwartz, su padrastro, y el teniente Welch (Josh Hartnett). 1942

Por otro lado, en un viaje en tren a Nueva York, una enfermera llamada Evelyn Johnson les cuenta a sus amigas, las enfermeras Sandra, Betty, Marta y Barbara, la historia de cómo había conocido a Rafe cuatro semanas antes, cuando este tenía que pasar su examen, y cómo ella aprobó a Rafe a pesar de que tenía problemas para leer. Los dos habían empezado una relación y Evelyn estaba deseando ver a Rafe en la ciudad esa misma noche. Rafe y Evelyn disfrutan de una noche de baile en un club nocturno y más tarde dan una vuelta por el puerto de Nueva York, en donde acceden al andamio de una embarcación policial sin autorización de por medio. Más tarde, Rafe le cuenta a Evelyn que se ha unido al Escuadrón Águila y que debe marcharse al día siguiente a Inglaterra, situación que entristece a Evelyn. Él le pide que no vaya a despedirlo a la estación de tren, porque no quiere una despedida. A la mañana siguiente, cuando Rafe ya abordó el tren ve a través de la ventana que Evelyn sí fue a verlo, aunque no puede cruzar palabra con ella. Esta situación complace a Rafe, pues ese gesto de Evelyn significaba que ella lo amaba de verdad.
Días después, Danny, Evelyn y el resto de sus compañeros pilotos y personal de enfermería son transferidos a Pearl Harbor. Por el lado de Rafe, este pelea en numerosos combates aéreos con la Royal Air Force. En uno de esos combates, es derribado cayendo al mar, por lo cual lo dan por muerto. Esta noticia llega a oídos de Danny quien le informa a Evelyn, devastándola, y entrando en una depresión.
3 meses más tarde, Evelyn se reencuentra con Danny a la salida de un cine. Deciden tomar un café en un restaurante cercano y una vez allí empiezan a hablar de Rafe. Pronto empiezan a frecuentarse y se dan cuenta de que entre ellos empiezan a tener lugar sentimientos mutuos, aunque Evelyn guarda un sentimiento de culpa por su pasado con Rafe, el mejor amigo de Danny.
Un día, Danny invita a Evelyn a ver la puesta de sol de Pearl Harbor desde un avión. Sin autorización, Danny y Evelyn abordan un avión de combate y sobrevuelan Pearl Harbor. Al aterrizar, Evelyn y Danny corren hacia el hangar de los paracaídas y luego de besarse hacen el amor. Al día siguiente, aun con algunos reparos, Evelyn decide iniciar una relación con Danny.
En la noche del 6 de diciembre, Evelyn queda sorprendida al ver la silueta de un hombre en la puerta de su casa. Era Rafe, quien se encontraba vivo y en buen estado de salud. Rafe le explica que sobrevivió a la caída del avión pensando solo en ella para alimentar sus esperanzas. Finalmente había logrado salir de la cabina del avión y fue rescatado por un barco de pesca francés. Desde ese entonces, se mantuvo en la Francia ocupada esperando el momento de volver.
Danny llega poco después, pues había recibido un telegrama en donde Rafe le informaba que se encontraba vivo. Sin embargo, Rafe se da cuenta de que Danny y Evelyn estaban juntos y sintiéndose traicionado, se marcha de la escena, con dirección a un bar. En él se reencuentra con sus compañeros pilotos, quienes celebran el hecho de que Rafe se encuentra con vida. Danny llega al bar y, luego de tener una fuerte discusión con Rafe, se enfrentan en una pelea a golpes. Cuando llega la policía, los dos se marchan en el auto de Danny. Después hablan y luego se quedan dormidos allí.
A la mañana siguiente, el 7 de diciembre de 1941, los militares japoneses comienzan a bombardear Pearl Harbor despertando a los dos muchachos y a todo el personal militar, principalmente en el muelle. Ante ello, Rafe le pide a Danny que lo lleve pronto a una pista de aterrizaje. Por otro lado, Evelyn y las enfermeras se apresuran a ir al hospital. Rafe y Danny consiguen montarse en dos P-40, derribando en el proceso a siete aviones zeros japoneses. Después de aterrizar, Danny y Rafe regresan al hospital donde una Evelyn totalmente desaliñada y cansada extrae sangre de los dos muchachos para donarle a los heridos. Al día siguiente, el presidente Franklin Roosevelt (Jon Voight) declara el estado de guerra contra el Imperio del Japón.
En la secuela, los supervivientes asisten a una ceremonia conmemorativa en honor a los numerosos muertos, entre ellos la enfermera Betty. Más tarde, Danny y Rafe son asignados para ponerse a las órdenes del Mayor Doolittle para una misión secreta. Antes de partir, Evelyn va a ver a Rafe, donde esta última le revela que está embarazada de Danny, aunque ella no quiere que Danny lo sepa aun. Sin embargo le dice a Rafe que ella se quedará con Danny luego de la misión, pero aun con todo esto también ama a Rafe y lo seguirá por el resto de su vida.
A su llegada a California, Danny y Rafe son promovidos a capitanes y son condecorados con la Estrella de Plata. Se les informa que participarán en una misión secreta junto a sus compañeros pilotos. Mientras está sentado al pie de una fogata en la playa, Rafe le pide a Danny que por favor reconsidere no participar en la misión (aunque este le oculta el embarazo de Evelyn) pues no tiene nada que demostrarle a nadie, ain embargo Danny decide ir de todos modos.
La misión consistía en bombardear Tokio, con aviones bombarderos que despegarían de un portaaviones. La dificultad de la misión radicaba en el hecho de que los bombarderos tenían que despegar de una pista de aterrizaje muy corta (pues de los barcos portaaviones solo despegaban cazas y para ese entonces no existían las conocidas catapultas para despegar) y además, una vez que los aviones hubieran despegado, el barco regresaría a Estados Unidos, por lo que los bombarderos, después de atacar debían continuar su vuelo hasta llegar a territorio chino. Eso solo si el combustible les alcanzaba. prácticamente, haciendo una misión suicida.
Después del entrenamiento, se envían a los aviones hacia Japón en el barco portaviones. Sin embargo, el avistamiento del barco por los japoneses, a casi 1000 kilómetros de su objetivo les obligó a iniciar la misión a una distancia mayor que la planificada, lo que empeoraba las condiciones de la misión. No obstante, el ataque fue exitoso, destruyendo varias fábricas de munición y armamento, aunque los bombarderos solo alcanzaron a aterrizar de emergencia en un campo de arroz chino ocupado por japoneses. Tropas japonesas inmovilizaron a los miembros del avión de Rafe y cuando estos estaban a punto de recibir disparos, el avión de Danny sobrevuela y dispara los japoneses, antes de estrellarse.
Rafe corre hacia el avión de Danny con la esperanza de hallarlo vivo. Si bien Danny sobrevive, se encuentra muy herido. Rafe trata de tirar de un trozo afilado de metal del cuello de Danny, pero son una vez más atacados por las patrullas japonesas. Rafe es golpeado en la cabeza, y Danny es atado a un tablón de madera para hacerlo prisionero. Repentinamente, Rafe coge una pistola y dispara contra algunos de los japoneses, hasta que la pistola queda sin balas. Desprotegido, Rafe casi recibe un disparo por un japonés cuando Danny se lanza contra este. Las patrullas restantes le disparan a Danny, y los pilotos Red y Gooz matan a las fuerzas japonesas restantes. Danny, esta vez herido de muerte y empieza a agonizar en los brazos de Rafe. Él le dice que no puede morir porque va a ser padre. Danny, en un último suspiro, le dice a Rafe: «tú lo cuidarás». Finalmente, ante la desolación de sus compañeros y el llanto de Rafe, Danny muere. Los pilotos restantes son rescatados por los chinos, y al volver a casa, Evelyn embarazada ve a Rafe bajar del avión, y tiene la esperanza de ver a Danny con vida, hasta que ve a Rafe llevar su ataúd.
En la parte final de la película, Evelyn y Rafe reciben condecoraciones. La voz de Evelyn narra que Doris Miller, que derribó varios aviones durante el ataque a Pearl Harbor, fue el primer hombre de raza negra en obtener la Cruz de la Armada, pero no sería el último. Rafe, acompañado por Dootlittle, se reúne con el presidente Roosevelt, en la Casa Blanca, para recibir la Estrella de Plata, donde y él y Evelyn son dados de alta con honor del ejército. Años más tarde después de la guerra, ahora con un hijo llamado Danny, Rafe y Evelyn viven juntos. En la escena final, Rafe lleva a Danny a dar una vuelta en el viejo biplano, mientras atardece.

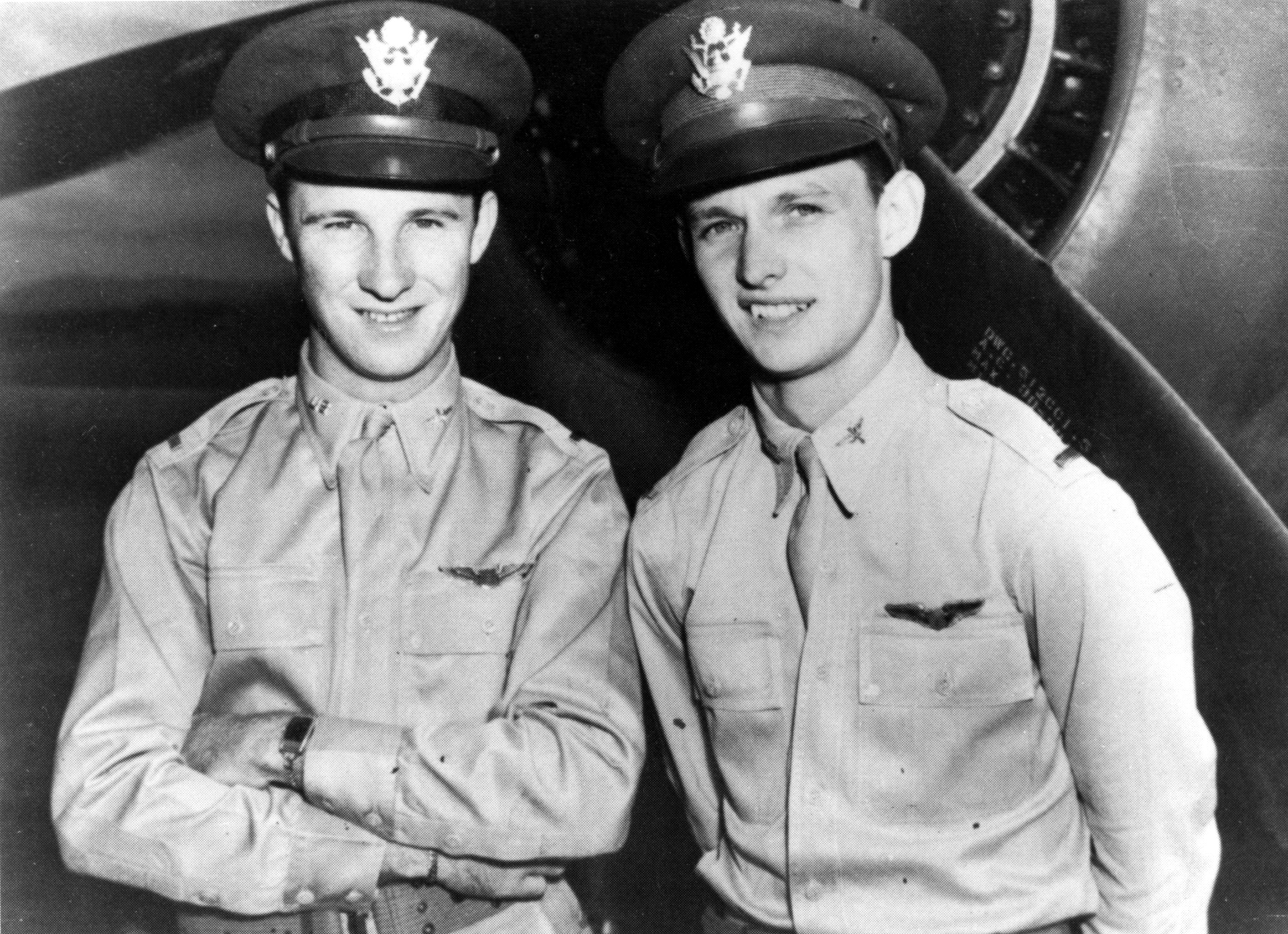
Kenneth Taylor y George Welch

## Reparto
- Ben Affleck es el Primer Teniente (más tarde Capitán) Rafe McCawley. En la vida real Kenneth M. Taylor
  - Jesse James es Rafe de niño.
- Josh Hartnett es el Primer Teniente (más tarde Capitán) Daniel Walker. En la vida real George Welch
  - Reiley McClendon es Daniel Walker de niño.
- Kate Beckinsale es Evelyn Johnson.
- Cuba Gooding, Jr. es el cocinero a bordo del USS Arizona, Doris Miller.
- Tom Sizemore es Earl.
- Jon Voight es el Presidente Franklin D. Roosevelt
- Colm Feore es el Almirante Husband E. Kimmel.
- Alec Baldwin es el Mayor (más tarde Teniente coronel) Jimmy Doolittle.
- William Lee Scott es el Primer Teniente Billy Thompson.
- Greg Zola es el Teniente Anthony Fusco.
- Ewen Bremner es el Primer Teniente Red Winkle.
- Jaime King es la enfermera Betty Bayer.
- Catherine Kellner es la enfermera Barbara.
- Jennifer Garner es la enfermera Sandra.
- Michael Shannon es el Primer Teniente Gooz Wood.
- Matt Davis es Joe.
- Mako Iwamatsu (Almirante) es Isoroku Yamamoto.
- Cary-Hiroyuki Tagawa es Kaigun Chūsa (Comandante) Minoru Genda.
- Dan Aykroyd es el Capitán Thurman.
- William Fichtner es el Sr. Walker (padre de Danny).
- Steve Rankin es el Sr. McCawley (padre de Rafe).
- Scott Wilson es el general George Marshall.
- Graham Beckel es el almirante Chester W. Nimitz
- Tom Everett es el Secretario de la Armada de los Estados Unidos Frank Knox.
- Tomas Arana es el vicealmirante Frank 'Jack' Fletcher.
- Sara Rue es la enfermera Martha.
- Michael Milhoan es el comandante de la Armada.
- Peter Firth es el capitán Mervyn S. Bennion
- Andrew Bryniarski es el boxeador Joe.
- Madison Mason es el Almirante Raymond A. Spruance
- Kim Coates es el Teniente Jack Richards.
- Glenn Morshower es el ContraAlmirante William F. «Bull» Halsey Jr.
- Eric Christian Olsen es el artillero del Capitán McCawley.
- Michael Shamus Wiles es el Capitán Marc Andrew «Pete» Mitscher.
- David Kauffman como médico.
- Leland Orser es el Mayor Jackson.

## Banda sonora
El Álbum de la Banda sonora de Pearl Harbor ha sido nominada al Globo de Oro a la mejor banda sonora (perdió al ganar Moulin Rouge!). La banda original ha sido compuesta por Hans Zimmer. La canción «There You'll Be» ha sido nominada al Óscar a la mejor banda sonora y Golden Globe Award for Best Original Song.

### Lista de canciones
1. "There You'll Be" sonido cantado por la cantante Faith Hill
2. "Tennessee" - 3:40
3. "Brothers" - 4:04
4. "...And Then I Kissed Him" - 5:37
5. "I Will Come Back" - 2:54
6. "Attack" - 2:54
7. "December 7" - 5:08
8. "War" - 5:15
9. "Heart of a Volunter" - 7:05

Tiempo total del álbum:46:21 

## Recepción
Pearl Harbor recaudó casi $200 millones en la taquilla doméstica y $450 millones a nivel mundial. La película fue clasificada como la sexta película con mayores ingresos de 2001. Es también la tercera película más taquillera del drama romántico de todos los tiempos.
A pesar de eso, recibió críticas generalmente negativas debidamente principalmente al tiempo de ejecución de la película por considerarla muy larga, la poca profundidad de los personajes y la poca fidelidad histórica. Asimismo, se le acusó de ser un plagio de películas como Titanic y Rescatando al soldado Ryan. Sin embargo fueron elogiadas las secuencias de acción, especialmente el Bombardeo de Pearl Harbor, la Banda Sonora de Hans Zimmer, los efectos especiales y visuales y el sonido del Film. Sin embargo el público la recibió positivamente, debido a su éxito financiero.
La película recibió un premio Óscar a la Mejor Edición de Sonido, siendo por el momento la única película de Bay ganadora de un premio Óscar. Así mismo recibió varias nominaciones a los premios Golden Raspberry, entre los que destacan 6 nominaciones.